# Matej Šnofl
Matej Šnofl, slovenski nogometaš, * 21. februar 1977.
Šnofl je večji del kariere igral v slovenski ligi za klube Maribor, Železničar, Dravograd, Gorica, Olimpija, Koper in Celje. Skupno je v prvi slovenski ligi odigral 217 prvenstvenih tekem in dosegel sedem golov. Ob koncu kariere je igral za avstrijske klube SCU Hollenegg, Grazer AK, SV Straß in SV Tillmitsch.
Za slovensko reprezentanco je med letoma 2001 in 2003 odigral sedem uradnih tekem.